# Synagoga chasydów w Doniecku
Synagoga chasydów w Doniecku, pełna nazwa Doniecka Synagoga poświęcona pamięci lubawickiego rabina Bejt Menachema-Mendla (ros. Донецкая синагога в память любавического ребе Бейт Менахем-Мендл) – synagoga znajdująca się w Doniecku przy ul. Oktiabrskiej 36. 
Została zbudowana  w latach 1910–1919 przy ul. Czetwiertoj Linii po tym, jak wierni przestali się mieścić w małej bóżnicy i domu modlitewnym przy Sied'moj Linii. Nabożeństwa odbywały się tu w latach 1920–1931, później budynek został przejęty przez państwo – mieścił się w nim m.in. magazyn, a później pracownia teatru lalek. 
W końcu lat osiemdziesiątych budynek synagogi został zwrócony gminie żydowskiej, która doprowadziła do jego gruntownej renowacji.